# Lizzie Borden
Lizzie Andrew Borden (Fall River, 19 de julho de 1860 – 1 de junho de 1927) foi uma estadunidense, uma figura central no caso que rodeia o brutal duplo homicídio, a machadadas, de seu pai e sua madrasta num dia de calor sufocante, em 4 de agosto de 1892, em Fall River, Massachussets. Borden foi absolvida quando levada a julgamento, mas ninguém mais foi condenado, e ela tornou-se uma figura no folclore americano. As matanças, o julgamento e o impacto da cobertura dos jornais sobre Lizzie Borden se tornaram uma causa célebre; e o evento tem permanecido firme na cultura pop americana e na criminologia como um dos mais famosos incidentes da Era Vitoriana. Disputas sobre a identidade do assassino continuam até hoje.

## Vida pessoal
Lizzie nasceu em Fall River, Massachusetts, em 1860. Sua mãe era Sarah Anthony (Morse) Borden e seu pai, era Andrew Jackson Borden, que apesar de ser descendente de uma família local rica e influente, trabalhou muito e teve uma vida modesta. Ele acabou enriquecendo na área industrial, vendendo móveis de madeira e caixões, logo dirigindo tecelagens e moinhos. Ele tinha diversas propriedades comerciais e era membro da presidência e corpo diretor de bancos e financeiras. Na época de sua morte, seu patrimônio estava avaliado em 300 mil dólares, equivalente a 8 milhões de dólares atuais.
Lizzie e sua irmã mais velha, Emma Lenora Borden (1851–1927), eram ativas na comunidade religiosa, centrada na igreja da congregação de Fall River. Lizzie lecionava para crianças na escola dominical e para imigrantes recém chegados aos Estados Unidos. Era secretária de organizações filantrópicas da igreja e curadora dos fundos sociais e associações de moças.
Três anos depois da morte de sua mãe, Sarah Borden, Andrew casou-se novamente com Abby Durfee Gray. Em seu interrogatório, Lizzie não deixou claro como era sua relação com a madrasta, a quem chamava de "Sra. Borden", mas ela acreditava que Abby estava atrás da fortuna do pai. A governanta da casa dos Bordens, Bridget Sullivan, testemunhou no inquérito, sugerindo que Lizzie e Emma raramente faziam as refeições com os pais. Em maio de 1892, Andrew matou alguns pombos, que ele acreditava estar atraindo crianças para caçá-los, o que deixou Lizzie furiosa com suas mortes. Por conta do acontecido, Lizzie foi para New Bedford, retornando a Fall River uma semana antes dos assassinatos, mas ela preferiu ficar em outra casa da família na cidade.
A tensão na família começou meses antes dos assassinatos, com Andrew repassando para a família de Abby diversas propriedades, às vezes vendendo por valores muito abaixo dos de mercado. Na noite anterior às mortes, John Vinnicum Morse, tio de Lizzie e Emma, visitou a família e foi convidado a permanecer na residência por vários dias, para discutir negócios com seu pai. Alguns biógrafos e estudiosos do crime especulam que esta conversa possa ter agravado ainda mais a situação tensa da casa.
Por vários dias antes do assassinato, os residentes da casa ficaram gravemente doentes. Um amigo da família chegou a especular que a carne assada que ficara dias no forno teria causado a doença. Abby porém temia que ela e o marido, que já não era muito popular, estivessem sendo envenenados.

## Os assassinatos

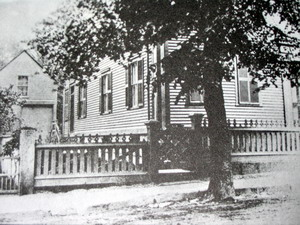
A casa de Lizzie Borden em 1892

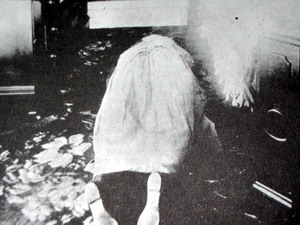
O corpo de Abby Borden

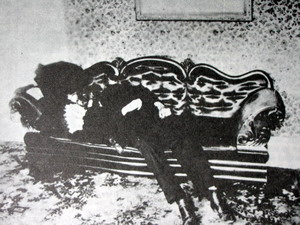
O corpo de Andrew Borden

Em 4 de Agosto de 1892, Andrew J. Borden, pai de Lizzie, e sua madrasta, Abby Borden, foram achados mortos em sua casa. As únicas outras pessoas presentes na residência naquele momento eram Lizzie e a empregada doméstica da família, Bridget Sullivan. De acordo com testemunhas, Sullivan estava limpando as janelas da casa quando Lizzie a pediu para chamar o médico, o Dr. Bowen, porque seu pai tinha sido assassinado. Aparentemente ela disse à empregada: "Papai está morto! Alguém entrou e o matou!".
Mais tarde, o corpo da madrasta de Lizzie foi achado no segundo andar da casa. Ambos tinham sido mortos por pancadas provocadas por uma arma pesada e aguçada; entretanto, era impossível determinar que arma tinha sido usada pelo assassino.
Mais cedo naquele dia, Andrew Borden tinha ido à cidade com o irmão de sua esposa, John Morse. Ele retornou às 10:30 e imediatamente deitou-se no sofá para tirar uma soneca. Menos de uma hora depois, Lizzie alegou que achou o corpo de seu pai. Esses são os únicos fatos incontestáveis do caso. Todo o resto no caso é formado por boatos e por testemunhos conflituosos.

## O julgamento

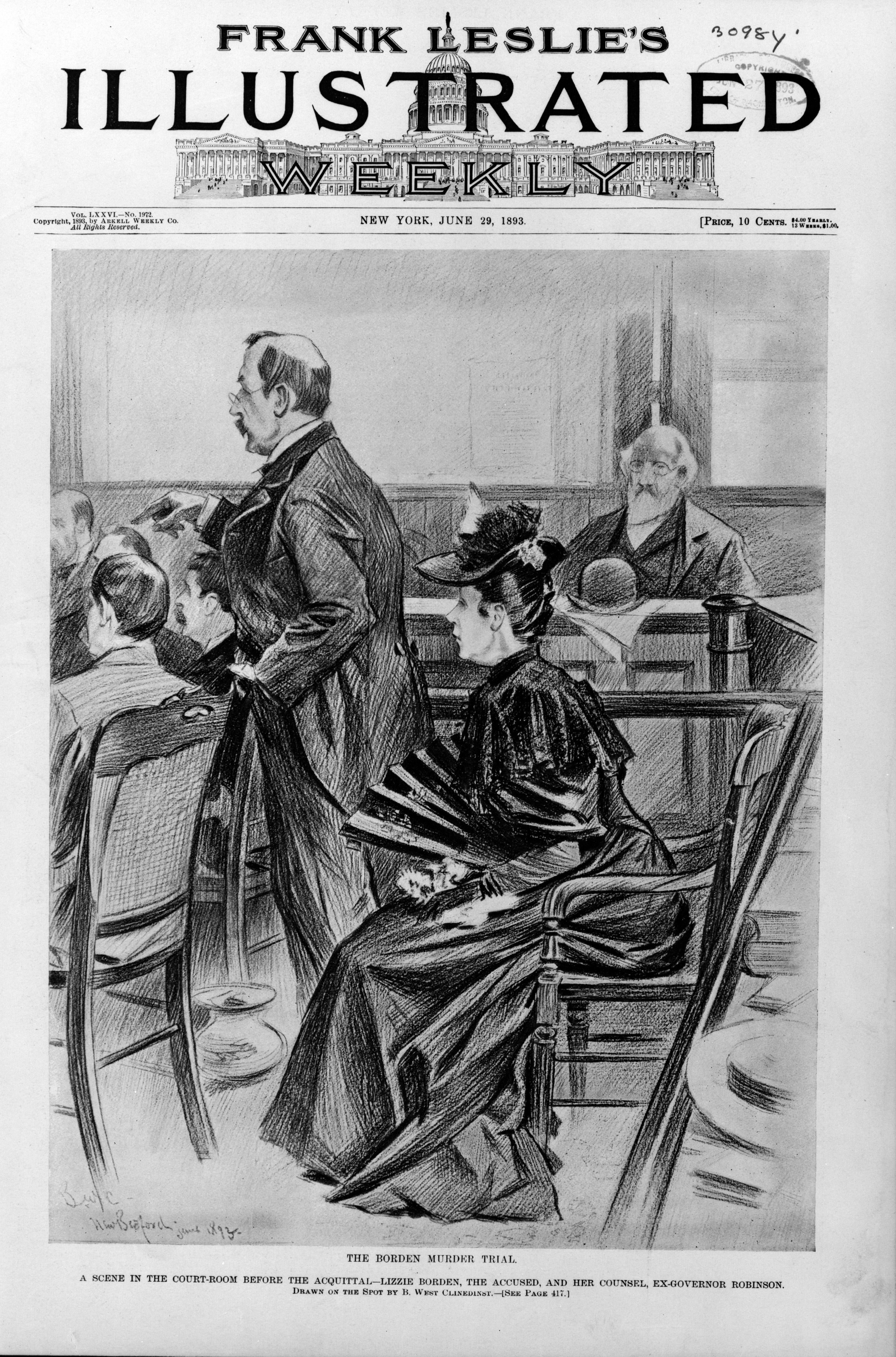
Julgamento por assassinato

Lizzie Borden foi julgada pelos assassinatos.
Durante a investigação da polícia, um machado pesado foi encontrado no porão e presumido como a arma do crime. Embora estivesse limpo, a maior parte de sua alça estava perdida, e o processamento declarou que ela tinha sido cortada fora porque estava coberta de sangue. Contudo, o oficial de polícia Michael Mullaly disse ter encontrado a ferramenta de cortar árvores perto de um cabo de machado. Logo, a verdadeira arma do crime continua um mistério até os dias de hoje, apesar do machado ser a arma mais suspeita e mais popular.
Lizzie Borden estava menstruada no momento dos crimes. A polícia, descuidada, ignorou Lizzie, que dispunha de muitas roupas sorvidas de sangue em seu quarto. Na verdade, a polícia ignorou várias "pistas". Sullivan as levou da casa para lavá-las. Qualquer um desses fatos poderia ter sido uma evidência de assassinato, mas nenhum foi mencionado durante o julgamento.
Nenhuma roupa suja de sangue foi jamais encontrada; porém, um assassinato desse tipo quase certamente lançou respingos de sangue nas roupas do perpetrador. Poucos dias depois dos assassinatos, Lizzie Borden queimou um de seus três vestidos azul claro, dizendo que ela tinha derramado tinta nele. Testemunhos contraditórios do julgamento duvidam do vestuário de Lizzie no dia do assassinato: alguns disseram que ela usava um vestido marrom; outros acreditavam que ela estava usando um vestido azul claro, mas discutiam quanto ao tipo de vestido azul claro. Outros ainda alegaram que a viram usando um vestido azul escuro.
Lizzie Borden foi inocentada pelo júri depois de uma hora de deliberação.

## Conjetura
Muitas teorias têm sido apresentadas ao longo dos anos para identificar o verdadeiro assassino e para explicar os possíveis motivos. Uma acredita que Andrew J. Borden tinha recentemente modificado seu testamento, para excluir Lizzie; porém, nenhum novo testamento, nem um velho, foi divulgado. Outra teoria é a de que Lizzie era lésbica e estava tendo um caso amoroso com a empregada, mas foi descoberta por sua madrasta. O pai de Lizzie e sua segunda esposa eram um pouco odiados pela sociedade; portanto qualquer cidadão poderia ter seu próprio rancor e ressentimento, sem excluir Lizzie e a empregada. Outra teoria acha que a empregada foi a assassina, que possivelmente se sentiu ultrajada ao pedirem para ela limpar as janelas num dia bastante quente, uma tarefa difícil, ainda por cima depois de ter comido, há alguns dias antes, alimentos "envenenados" - toda a casa esteve doente por dias, provavelmente por causa de uma comida estragada de uma geladeira quebrada que o pão-duro Andrew Borden recusou-se mandar ao conserto. Uma teoria diz que Lizzie sofria de crise epiléptica durante seu ciclo mensal, no qual ela às vezes entrava num estado de sono, cometendo assim os assassinatos inconscientemente.

### Suposto caso com a atriz Nance O'Neil
Em 1904, a atriz Nance O'Neil conheceu Lizzie Borden em Boston. No começo do século XX, era inaceitável uma mulher se tornar atriz. O'Neil era extravagante e estava sempre em dificuldades financeiras, e Borden tinha um considerável patrimônio. As duas tinham uma relação intensa, apesar da notoriedade de Borden. O'Neil era casada naquele momento.
Nunca, entretanto, foi provado que a relação delas era íntima. O termíno da relação dois anos depois, em 1906, foi uma perda significante para Borden, que, como se alega, teve dificuldades para se recuperar emocionalmente. O'Neil virou um personagem no musical sobre Lizzie Borden, intitulado Lizzie Borden: A Musical Tragedy in Two Axe, onde ela foi interpretada por Suellen Vance. A feminista Carolyn Gage refere-se a Nance O'Neil como uma lésbica aberta, mas há poucos detalhes documentados sobre qualquer caso seu. Gage ainda afirma que sua orientação sexual era bastante conhecida nos círculos de entretenimento, apesar de seu casamento. O livro Lizzie, de Evan Hunter, é a fonte chave dessa conjetura.

## Reação pública
O julgamento  teve muita publicidade nacional, o que relativamente era um novo fenômeno na época. Mais tarde, ele foi comparado com os julgamentos de Bruno Hauptmann e de O. J. Simpson, como uma marca na cobertura da mídia de procedimentos legais.

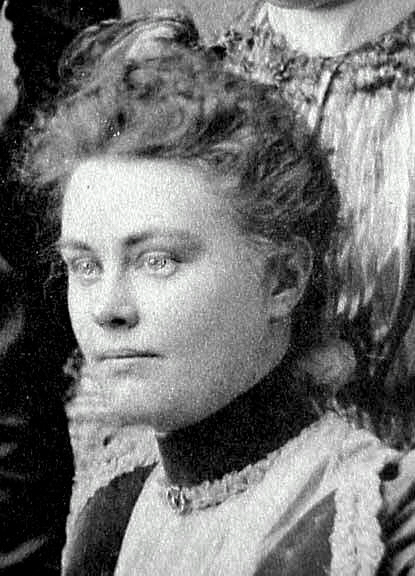
Lizzie Borden

O caso de Borden foi memorizado numa popular rima de corda de pular, vista abaixo em inglês:
Lizzie Borden took an axe
And gave her mother forty whacks.
When she saw what she had done,
She gave her father forty-one.
A rima anônima foi feita por um escritor como uma tentadora e pequena melodia para vender jornais. Entretanto, a verdade é que sua madrasta não recebeu quarenta machadadas, mas sim dezoito ou dezenove enquanto que seu pai, onze. Mesmo absolvida dos crimes, Lizzie Borden foi condenada ao ostracismo por vizinhos. Seu nome apareceu novamente nos jornais quando ela foi acusada de roubar um produto de uma loja.

## Legado
Alguns que conheceram Lizzie Borden acreditam que ela não foi culpada. No entanto, apesar de ter sido considerada inocente, ela continua na imaginação popular como uma assassina brutal. Isso se deve pelos seguintes fatos:
- As mortes nunca foram solucionadas.
- Por muitos anos, no aniversário dos assassinatos, a imprensa mais sensacionalista novamente a acusou pelo crime.
- Os versos burlescos de métrica imperfeita continuaram, reforçando sua "culpa" no pensamento público.

A casa dos Borden, na Second Street, é hoje uma Pousada, um alojamento que oferece cama e café da manhã por tarifas convenientes, mas é aberta em certos dias para um tour. Quando a casa foi renovada por um dono anterior, há alguns anos, apenas uma machadinha foi encontrada. Ela foi dada à polícia, mas não evidenciou nada. Uma organização tem trabalhado para aproximar a casa de sua condição de 1892.
"Maplecroft", a mansão que Lizzie Borden comprou com o dinheiro que herdou do pai depois de ser inocentada, localizada na então famosa French Street, é uma residência privada nos dias de hoje e ocasionalmente é aberta ao público.

## Televisão
- Em 1955, foi feita uma curta-metragem americana chamada "The Older Sister" que mostra as irmãs um ano depois após os assassinatos. A curta-metragem foi apresentada pelo lendário Alfred Hitchcock.
- Em 1975, um filme para a TV "The Legend of Lizzie Borden", dirigido por Paul Wendkos, com Elizabeth Montgomery.
- Em 2014, foi lançado o filme "A Arma de Lizzie Borden" dirigido por Nick Gomez.
- The Lizzie Borden Chronicles é uma minissérie norte americana a respeito da vida de Lizzie Borden depois de ser absolvida da acusação dos assassinatos de seu pai e sua madrasta ocorridos em 1892. Estreou no canal Lifetime no Domingo de Páscoa, 5 de Abril de 2015, e é uma continuação da história iniciada no filme de 2014 Lizzie Borden Took an Ax.
- Em 2016, Maddie Ziegler, dançarina e atriz norte-americana, dançou um solo lírico dedicado a Lizzie.
- Tem um episódio (11x5) da série Supernatural dedicado a Lizzie Borden.
- O filme Lizzie (2018), estrelando Chloe Sevigny e Kristen Stewart, é um thriller psicológico retratando uma versão moderna da história.

## Genealogia
Lizzie Borden está distantemente relacionada com o inventor do leite condensado Gail Borden (1801-1874), com Robert Borden (1854-1937), primeiro-ministro do Canadá durante a Primeira Guerra Mundial, e com a falecida atriz Elizabeth Montgomery (1933-1995), que retratou a história da vida de Lizzie num filme de 1975.